# Ivan Galberg
Ivan Ivanovitch Galberg (transcrit aussi Gal’berg, Hallberg, Halberg; en russe : Иван Иванович Гальберг) est un architecte et sculpteur lapidaire russe du XIXe siècle qui travailla pour la cour impériale russe.

## Biographie
Galberg fait ses études à l'Académie impériale des arts jusqu'en 1798. À partir de 1817, il sert comme architecte de la cour impériale de Russie et devient académicien en 1840. Galberg est connu principalement pour ses nombreuses œuvres en pierre taillée dont des urnes, coupes et vases décoratifs. Il travailla à l’atelier impérial lapidaire d'Ekaterinburg et utilisait des pierres semi-précieuse comme le jade et la malachite. 
Il est le frère de Samuil Ivanovich Galberg, également artiste.